# Jamal Hairane
Jamal Hairane, talvolta riconosciuto come Jamal Al-Hayrani (in arabo جمال حيران‎?; 26 maggio 1993), è un mezzofondista qatariota di origine marocchina, specializzato principalmente negli 800 metri piani.

## Palmarès
| Anno | Manifestazione               | Sede        | Evento        | Risultato  | Prestazione | Note |
| ---- | ---------------------------- | ----------- | ------------- | ---------- | ----------- | ---- |
| 2011 | Giochi panarabi              | Doha        | 800 m piani   | Batteria   | 1'54"19     |      |
| 2011 | Campionati arabi             | Al-ʿAyn     | 800 m piani   | 8º         | 1'56"73     |      |
| 2012 | Campionati asiatici juniores | Colombo     | 1500 m piani  | Bronzo     | 3'48"11     |      |
| 2012 | Mondiali juniores            | Barcellona  | 800 m piani   | Semifinale | 1'49"89     |      |
| 2013 | Campionati asiatici          | Pune        | 800 m piani   | Batteria   | 1'54"88     |      |
| 2013 | Campionati arabi             | Doha        | 800 m piani   | 6º         | 1'50"27     |      |
| 2013 | Campionati arabi             | Doha        | 4×400 m       | Argento    | 3'09"55     |      |
| 2014 | Campionati asiatici indoor   | Hangzhou    | 800 m piani   | 4º         | 1'52"09     |      |
| 2014 | Giochi asiatici              | Incheon     | 800 m piani   | Bronzo     | 1'48"25     |      |
| 2015 | Campionati arabi             | Manama      | 1500 m        | 6º         | 3'52"42     |      |
| 2015 | Campionati asiatici          | Wuhan       | 800 m piani   | 7º         | 1'53"76     |      |
| 2015 | Mondiali                     | Pechino     | 800 m piani   | Batteria   | 1'48"96     |      |
| 2015 | Giochi mondiali militari     | Mungyeong   | 800 m piani   | 7º         | 1'48"68     |      |
| 2015 | Giochi mondiali militari     | Mungyeong   | 4×400 m piani | Batteria   | 3'08"39     |      |
| 2016 | Campionati asiatici indoor   | Doha        | 800 m         | Argento    | 1'48"05     |      |
| 2017 | World Relays                 | Nassau      | 4×800 m       | 6º         | 7'28"25     |      |
| 2017 | Campionati asiatici          | Bhubaneswar | 800 m piani   | Argento    | 1'49"94     |      |
| 2017 | Campionati asiatici          | Bhubaneswar | 1500 m piani  | Argento    | 3'46"90     |      |
| 2017 | Giochi asiatici indoor       | Aşgabat     | 800 m piani   | Oro        | 1'49"33     |      |
| 2017 | Giochi asiatici indoor       | Aşgabat     | 1500 m piani  | dq         | dq          |      |
| 2017 | Giochi asiatici indoor       | Aşgabat     | 4×400 m       | Argento    | 3'12"58     |      |
| 2018 | Giochi asiatici              | Giacarta    | 800 m piani   | 6º         | 1'49"05     |      |
| 2019 | Campionati asiatici          | Doha        | 800 m piani   | Bronzo     | 1'47"27     |      |
| 2019 | Mondiali                     | Doha        | 800 m piani   | Batteria   | 1'46"40     |      |

## Altre competizioni internazionali
2018
- 6º in Coppa continentale ( Ostrava), 800 m piani - 1'47"93